# ヴィッキー・レアンドロス
ヴィッキー・レアンドロス（Vicky Leandros、1949年8月23日 - ）は、ギリシャ出身の歌手。

## 略歴
本名はヴィキ・ヴァシリキ・レアンドロス・パパサナシュー（Βίκυ Βασιλική Λέανδρος Παπαθανασίου）。ギリシャのコルフ島生まれ。
幼少時から音楽家の父親によって歌とダンスのレッスンを受けていた。9歳の時に当時の西ドイツに移り、1964年、西ドイツでレコード・デビュー。アイドル・シンガーとして人気を博し、現在もドイツを基点にヨーロッパを中心に大御所歌手として活躍中。1967年、ユーロビジョン・ソング・コンテストでルクセンブルク代表として出場。「恋はみずいろ」を歌って4位を獲得した。以後は世界的な活動を展開、1970年2月25日には初の日本公演を果たした。1972年、ユーロビジョン・ソング・コンテストでルクセンブルク代表として出場。「想い出に生きる」を歌って優勝を獲得した。その後もドイツやギリシャをはじめとしたヨーロッパを中心に音楽活動を続けている。
1982年から1986年にはギリシャ人実業家と結婚し1児をもうけ、その後ドイツ人エンノ・フォン・ルフィン（Enno von Ruffin）と再婚し2児をもうけたが2005年に離婚。
2006年にはギリシャの港町ピレウスの副市長に就任し、文化振興や国際交流に貢献した。

## 評価
卓越した歌唱力と六カ国語を使い分ける語学力によって、ヨーロッパやアメリカ、カナダなどに活動範囲を広げた。フランス語の歌が主体だが、日本にも1968～1972年にかけて数回来日し、日本人が作詞／作曲した歌を日本語で歌ってヒットさせている。

## 代表曲
- 恋はみずいろ（原題:L'amour est bleu）：1967年のユーロビジョン・ソング・コンテストで4位を獲得し、国際デビュー曲にもなった。ポール・モーリア盤が最もヒットしたが、ヴィッキーの歌もアメリカや日本でヒットした[2]。
- 想い出に生きる（原題:Après toi）：1972年のユーロビジョン・ソング・コンテストで優勝した時の曲。フランス語版の他日本語版もリリースされている。

### 日本発売シングル
| 発表年 | レーベル 型番     | A面                                                                                  | B面                                                   |
| ------ | ----------------- | ------------------------------------------------------------------------------------ | ----------------------------------------------------- |
| 1967   | PHILIPS SFL-1115  | 恋はみずいろ（フランス語版） L'amour est bleu                                        | 輝く太陽 Le soleil a quitte ma Maison                 |
| 1967   | PHILIPS SFL-1135  | 待ちくたびれた日曜日 （作詞：小園江圭子、作曲：村井邦彦）                            | 星空のマサチューセッツ Massachusetts                  |
| 1968   | PHILIPS SFL-1155  | 朝まで踊って（英語版） Dance with me until tomorrow （Morgen sehen wir uns wieder）  | サンシャイン・ボーイ Sunshine Boy                     |
| 1968   | PHILIPS SFL-1156  | カーザ・ビアンカ（日本語版）                                                         | カーザ・ビアンカ（英語版） Casa Bianca                |
| 1968   | PHILIPS SFL-1165  | 私の好きなチョコレート （作詞：小園江圭子、作曲：高瀬たかし）                        | 見つめないで                                          |
| 1968   | PHILIPS SFL-1200  | 悲しき天使（フランス語版） Le Temps des fleurs                                       | 愛は行ってしまったの La fille qui t'aime              |
| 1969   | PHILIPS SFL-1225  | 白い十字架（日本語版）Kleiner Prinz （作詞：里村ゆき子、作曲：ヘンリー・アーランド） | マイ・ハウス My House                                 |
| 1969   | PHILIPS SFL-1234  | 悲しみが去ってしあわせが Ouvre les yeux sur le monde                                 | 恋する季節 Un temps pour chaque chose                 |
| 1970   | PHILIPS SFL-1258  | 時の流れのように （作詞：山上路夫、作曲：川口真）                                    | 思い出のなかで My Love's Gone And The Mem'rise Remain |
| 1971   | PHILIPS SFL-1280  | 夜霧の中で （作詞：なかにし礼、作曲：川口真）                                        | ターン・アラウンド Turn Around                        |
| 1971   | PHILIPS SFL-1316  | きまぐれな恋 Eri Uu Gioco                                                            | 涙の微笑み L'Uitima Bagi                              |
| 1971   | PHILIPS SFL-1334  | マイ・スウィート・ロード（日本語版） My Sweet Lord                                   | マイ・スウィート・ロード （ドイツ語版） Wo ist er?    |
| 1971   | PHILIPS SFL-1373  | ひとりぼっちの願い（英語版） I am（Ich bin）                                         | 愛の古巣 Love tell me Where Is Your Home              |
| 1972   | PHILIPS SFL-1716  | 想い出に生きる（フランス語版） Après toi                                             | 夢の恋人形 La poupée le prince et la maison           |
| 1972   | PHILIPS SFL-1741  | 想い出に生きる（日本語版）                                                           | 想い出に生きる（英語版） After you                    |
| 1972   | PHILIPS SFL-1761  | 恋の川 Un Fiume Amaro (Ο καημός)                                                     | ある夏のこと Un Ete                                   |
| 1976   | PHILIPS SFL-2119  | 別れのタンゴ Notre Tango d'Amour                                                     | 15才の頃 Les souvenirs de mes 15 ans                  |
| 1977   | CBS/SONY 06SP 221 | 朝日のあたる家（ディスコ） The house of the Rising Sun                               | 別離のタンゴ                                          |

### ドイツでの主なシングル
| 発表       | 原語タイトル                                      | 日本語タイトル                                  | DE |
| ---------- | ------------------------------------------------- | ----------------------------------------------- | -- |
| 1965/1/1   | Messer, Gabel, Schere, Licht                      | ナイフとフォークとハサミと光                    | 16 |
| 1967/4/15  | Die Liebe ist blau（L’amour est bleu）            | 恋はみずいろ                                    | 27 |
| 1967/11/1  | Morgen sehen wir uns wieder                       | 朝まで踊って                                    | 20 |
| 1968/5/1   | Heut’ war Premiere                                | はじめての私                                    | 18 |
| 1968/8/15  | Bunter Luftballon                                 | ステキな気球                                    | 15 |
| 1969/1/15  | Karussell d’amour                                 | 愛の回転木馬                                    | 18 |
| 1971/1/15  | Ich bin                                           | ひとりぼっちの願い                              | 13 |
| 1971/2/15  | Wo ist er? （My Sweet Lord）                      | 彼は何処に（マイ・スイート・ロード ドイツ語版） | 19 |
| 1972/3/28  | Après toi                                         | 想い出に生きる（フランス語版）                  | 11 |
| 1972/4/3   | Dann kamst Du                                     | 想い出に生きる（ドイツ語版）                    | 11 |
| 1972/7/1   | Ich hab’ die Liebe geseh’(Ο καημός)               | 恋の川                                          | 2  |
| 1973/4/23  | Die Bouzouki klang durch die Sommernacht          | ヴィーナスの涙                                  | 4  |
| 1973/11/5  | Auf Wiedersehn, ihr Freunde mein（Amazing Grace） | さらば友よ（アメイジング・グレイス ドイツ語版） | 12 |
| 1974/5/13  | Theo, wir fahr’n nach Lodz                        | テオ、町へ行きましょう                          | 1  |
| 1974/10/21 | Du läßt mir meine Welt                            | 日本未発表（思い出の中に）                      | 9  |
| 1975/3/3   | Rot ist die Liebe                                 | 日本未発表（恋は赤く）                          | 15 |
| 1975/7/28  | Ja, ja, der Peter der ist schlau                  | 日本未発表（賢いペーター）                      | 13 |
| 1976/2/2   | Ich liebe das Leben                               | 日本未発表（愛する人生）                        | 10 |
| 1976/6/28  | Tango d’amor                                      | 別れのタンゴ                                    | 19 |
| 1977/7/21  | Auf dem Mond da blühen keine Rosen                | 日本未発表（月にバラは咲かない）                | 9  |
| 1977/5/23  | Kali Nichta (Gute Nacht)                          | 日本未発表（おやすみなさい）                    | 17 |